# Olympische Winterspiele 1994/Skispringen
Bei den XVII. Olympischen Spielen 1994 in Lillehammer fanden drei Wettbewerbe im Skispringen statt. Austragungsort war der Lysgårdsbakken.
Es gab zwei herausragende Springer: den Norweger Espen Bredesen, der Gold und Silber in den beiden Einzelkonkurrenzen gewann, und Jens Weißflog, der den Sieg auf der Großschanze und sein zweites Gold zusammen mit dem deutschen Team im Mannschaftswettbewerb errang.

## Bilanz

### Medaillenspiegel
| Platz  | Land        | Gold | Silber | Bronze | Gesamt |
| ------ | ----------- | ---- | ------ | ------ | ------ |
| 1      | Deutschland | 2    | –      | 1      | 3      |
| 2      | Norwegen    | 1    | 2      | –      | 3      |
| 3      | Japan       | –    | 1      | –      | 1      |
| 4      | Österreich  | –    | –      | 2      | 2      |
| Gesamt | Gesamt      | 3    | 3      | 3      | Gesamt |

### Medaillengewinner
| Disziplin     | Gold                                                                  | Silber                                                             | Bronze                                                                      |
| ------------- | --------------------------------------------------------------------- | ------------------------------------------------------------------ | --------------------------------------------------------------------------- |
| Normalschanze | Espen Bredesen (NOR)                                                  | Lasse Ottesen (NOR)                                                | Dieter Thoma (GER)                                                          |
| Großschanze   | Jens Weißflog (GER)                                                   | Espen Bredesen (NOR)                                               | Andreas Goldberger (AUT)                                                    |
| Mannschaft    | DeutschlandChristof Duffner Hansjörg Jäkle Dieter Thoma Jens Weißflog | JapanMasahiko Harada Noriaki Kasai Jin’ya Nishikata Takanobu Okabe | ÖsterreichAndreas Goldberger Stefan Horngacher Heinz Kuttin Christian Moser |

## Ergebnisse

### Großschanze
| Platz | Land        | Athlet              | Weiten (m)    | Punkte |
| ----- | ----------- | ------------------- | ------------- | ------ |
| 1     | Deutschland | Jens Weißflog       | 129,5 / 133,0 | 274,5  |
| 2     | Norwegen    | Espen Bredesen      | 135,5 / 122,0 | 266,5  |
| 3     | Österreich  | Andreas Goldberger  | 128,5 / 121,5 | 255,0  |
| 4     | Japan       | Takanobu Okabe      | 117,0 / 128,0 | 243,5  |
| 5     | Finnland    | Jani Soininen       | 117,0 / 122,5 | 231,1  |
| 6     | Norwegen    | Lasse Ottesen       | 117,0 / 120,0 | 226,6  |
| 7     | Tschechien  | Jaroslav Sakala     | 117,5 / 115,0 | 222,0  |
| 8     | Japan       | Jin’ya Nishikata    | 123,5 / 110,0 | 218,3  |
| 9     | Slowenien   | Robert Meglič       | 122,0 / 113,0 | 217,5  |
| 10    | Frankreich  | Didier Mollard      | 121,5 / 109,5 | 213,3  |
| 11    | Deutschland | Christof Duffner    | 122,5 / 107,5 | 213,0  |
| 12    | Österreich  | Heinz Kuttin        | 113,0 / 112,5 | 207,4  |
| 13    | Japan       | Masahiko Harada     | 122,0 / 101,0 | 199,9  |
| 14    | Japan       | Noriaki Kasai       | 110,0 / 109,5 | 196,1  |
| 15    | Deutschland | Dieter Thoma        | 112,5 / 106,5 | 192,7  |
| 16    | Italien     | Roberto Cecon       | 104,0 / 112,5 | 188,2  |
| 17    | Norwegen    | Øyvind Berg         | 112,0 / 105,5 | 187,0  |
| 18    | Finnland    | Raimo Ylipulli      | 113,5 / 101,0 | 182,6  |
| 19    | Österreich  | Stefan Horngacher   | 107,5 / 105,0 | 181,5  |
| 20    | Italien     | Ivan Lunardi        | 108,0 / 101,5 | 171,6  |
| 21    | Frankreich  | Nicolas Dessum      | 108,5 / 101,5 | 171,0  |
| 22    | Finnland    | Ari-Pekka Nikkola   | 107,0 / 099,5 | 170,7  |
| 23    | Frankreich  | Steve Delaup        | 103,5 / 103,0 | 170,2  |
| 24    | Deutschland | Hansjörg Jäkle      | 109,0 / 099,5 | 169,8  |
| 25    | Finnland    | Janne Ahonen        | 108,5 / 099,5 | 163,4  |
| 26    | Österreich  | Christian Moser     | 103,5 / 099,0 | 160,5  |
| 27    | Slowenien   | Matjaž Kladnik      | 105,5 / 096,5 | 155,1  |
| 28    | Slowakei    | Martin Švagerko     | 098,0 / 100,0 | 152,9  |
| 29    | Tschechien  | Zbyněk Krompolc     | 106,5 / 091,5 | 151,4  |
| 30    | Tschechien  | Ladislav Dluhoš     | 095,5 / 098,0 | 141,8  |
| 31    | Polen       | Wojciech Skupień    | 094,5 / 100,0 | 141,6  |
| 32    | Italien     | Ivo Pertile         | 097,5 / 095,5 | 140,9  |
| 33    | Slowenien   | Matjaž Zupan        | 095,0 / 098,0 | 140,4  |
| 34    | Schweden    | Mikael Martinsson   | 094,5 / 099,0 | 140,3  |
| 35    | USA         | Ted Langlois        | 097,0 / 094,5 | 135,2  |
| 36    | Schweiz     | Sylvain Freiholz    | 097,0 / 091,5 | 134,3  |
| 37    | Kasachstan  | Andrei Werweikin    | 097,5 / 092,0 | 134,1  |
| 38    | Slowenien   | Franci Petek        | 095,0 / 091,5 | 132,2  |
| 39    | Tschechien  | Jiří Parma          | 104,5 / 082,0 | 124,7  |
| 40    | Schweden    | Fredrik Johansson   | 095,5 / 088,0 | 123,3  |
| 41    | Schweden    | Johan Rasmussen     | 093,0 / 087,5 | 114,9  |
| 42    | Russland    | Michail Jessin      | 093,0 / 085,5 | 112,3  |
| 43    | Norwegen    | Stein Henrik Tuff   | 087,0 / 090,5 | 110,5  |
| 44    | Russland    | Stanislaw Pochilko  | 087,5 / 088,0 | 109,4  |
| 45    | Slowakei    | Miro Slušný         | 094,5 / 082,0 | 106,7  |
| 46    | USA         | Jim Holland         | 082,0 / 091,0 | 102,9  |
| 47    | Frankreich  | Nicolas Jean-Prost  | 078,0 / 096,5 | 097,1  |
| 48    | Kasachstan  | Alexander Kolmakow  | 087,0 / 083,5 | 096,9  |
| 49    | Russland    | Dmitri Tschelowenko | 083,0 / 080,0 | 086,4  |
| 50    | USA         | Robert Holme        | 086,0 / 081,5 | 085,0  |
| 51    | Schweiz     | Martin Trunz        | 077,0 / 089,0 | 084,3  |
| 52    | Ukraine     | Wassyl Hrybowytsch  | 081,0 / 081,0 | 083,1  |
| 53    | USA         | Randy Weber         | 091,5 / 080,0 | 069,7  |
| 54    | Belarus     | Alexander Sinjawski | 074,0 / 085,5 | 069,6  |
| 55    | Georgien    | Kachaber Zakadse    | 075,0 / 078,0 | 062,9  |
| 56    | Schweden    | Staffan Tällberg    | 088,5 / 082,5 | 061,3  |
| 57    | Russland    | Alexei Solodjankin  | 077,0 / 077,0 | 058,2  |
| 58    | Kasachstan  | Qairat Bijekenow    | 068,5 / 075,5 | 035,2  |

Datum: 20. Februar, 13:00 Uhr 
Lysgårdsbakken; K-Punkt: 120 m 
58 Teilnehmer aus 19 Ländern, alle in der Wertung.
Weißflog gewann zehn Jahre nach seinem Sieg auf der olympischen Normalschanze von Sarajevo 1984 erneut olympisches Einzelgold. Er ist damit der einzige Skispringer, der im Parallel- und im V-Stil einen wichtigen internationalen Titel errang.

### Mannschaftsspringen
| Platz | Land / Athleten                                                                   | Weiten (m)                                              | Punkte                        |
| ----- | --------------------------------------------------------------------------------- | ------------------------------------------------------- | ----------------------------- |
| 1     | Deutschland Hansjörg Jäkle Christof Duffner Dieter Thoma Jens Weißflog            | 117,0 / 124,0 119,5 / 108,0 126,0 / 128,5 131,0 / 135,5 | 970,1 231,8 206,5 254,1 277,7 |
| 2     | Japan Jin’ya Nishikata Takanobu Okabe Noriaki Kasai Masahiko Harada               | 118,0 / 135,0 124,5 / 133,0 128,0 / 120,0 122,0 / 097,5 | 956,9 254,4 262,0 248,9 191,6 |
| 3     | Österreich Heinz Kuttin Christian Moser Stefan Horngacher Andreas Goldberger      | 115,0 / 117,5 122,5 / 105,0 124,0 / 120,5 123,5 / 127,5 | 918,9 218,5 209,5 236,6 254,3 |
| 4     | Norwegen Øyvind Berg Lasse Ottesen Roar Ljøkelsøy Espen Bredesen                  | 115,5 / 121,0 119,0 / 124,5 116,5 / 099,5 124,5 / 127,0 | 898,8 215,5 239,8 185,8 257,7 |
| 5     | Finnland Raimo Ylipulli Janne Väätäinen Janne Ahonen Jani Soininen                | 113,0 / 126,5 116,0 / 114,0 119,5 / 111,0 120,0 / 120,0 | 889,5 231,6 212,0 214,9 231,0 |
| 6     | Frankreich Steve Delaup Nicolas Jean-Prost Nicolas Dessum Didier Mollard          | 106,0 / 118,0 122,5 / 112,5 114,0 / 111,5 111,5 / 108,5 | 822,1 203,2 224,0 202,4 192,5 |
| 7     | Tschechien Ladislav Dluhoš Zbyněk Krompolc Jiří Parma Jaroslav Sakala             | 109,0 / 114,5 117,5 / 118,0 107,0 / 102,5 114,5 / 111,0 | 800,7 199,8 221,9 175,1 203,9 |
| 8     | Italien Ivo Pertile Andrea Cecon Roberto Cecon Ivan Lunardi                       | 109,5 / 114,0 108,0 / 098,0 125,0 / 119,0 111,0 / 106,5 | 782,3 199,8 157,8 236,2 188,5 |
| 9     | Slowenien Matjaž Kladnik Matjaž Zupan Samo Gostiša Robert Meglič                  | 110,5 / 095,5 109,0 / 105,0 106,0 / 108,0 110,5 / 121,0 | 739,4 163,8 180,2 215,2       |
| 10    | Schweden Staffan Tällberg Mikael Martinsson Johan Rasmussen Fredrik Johansson     | 100,0 / 116,5 113,5 / 115,0 105,0 / 090,0 085,5 / 090,5 | 653,3 187,7 209,3 145,5 110,8 |
| 11    | USA Randy Weber Greg Boester Kurt Stein Ted Langlois                              | 091,0 / 101,5 098,5 / 097,0 085,5 / 089,5 091,5 / 095,5 | 505,0 130,5 146,4 099,0 129,1 |
| 12    | Russland Alexei Solodjankin Dmitri Tschelowenko Stanislaw Pochilko Michail Jessin | 079,0 / 089,0 087,0 / 085,0 090,5 / 090,5 088,5 / 091,5 | 416,3 080,4 101,1 116,3 118,5 |

Datum: 22. Februar, 12:30 Uhr 
Lysgårdsbakken; K-Punkt: 120 m 
12 Teams am Start, alle in der Wertung.
Der Mannschaftswettbewerb auf der Großschanze endete dramatisch: Die japanische Mannschaft führte vor dem letzten Springer mit über 55 Punkten vor Deutschland. Schlussspringer Masahiko Harada, der im ersten Durchgang 122 m erreicht hatte, benötigte für den Sieg Japans eine Weite von nur 105 m. Nach einem völlig misslungenen Sprung landete er jedoch bei nur 97,5 m, womit Japan die sicher geglaubte Goldmedaille an Deutschland verlor. Weißflog hatte Harada bereits vor dem Abschlusssprung zum Titel gratuliert, wofür Espen Bredesen ihn öffentlich kritisierte. In Anlehnung an Haradas missglückten Sprung stolperten die japanischen Springer bei der Medaillenzeremonie absichtlich, als sie das Podium betraten. Harada äußerte später, dass er Weißflog keine Vorwürfe mache. Dieser verteidigte sein Handeln damit, dass der Sieg der japanischen Mannschaft für ihn offensichtlich war.

### Normalschanze
| Platz | Land        | Athlet              | Weiten (m)    | Punkte |
| ----- | ----------- | ------------------- | ------------- | ------ |
| 1     | Norwegen    | Espen Bredesen      | 100,5 / 104,0 | 282,0  |
| 2     | Norwegen    | Lasse Ottesen       | 102,5 / 098,0 | 268,0  |
| 3     | Deutschland | Dieter Thoma        | 098,5 / 102,0 | 260,5  |
| 4     | Deutschland | Jens Weißflog       | 098,0 / 096,5 | 260,0  |
| 5     | Japan       | Noriaki Kasai       | 098,0 / 093,0 | 259,0  |
| 6     | Finnland    | Jani Soininen       | 095,0 / 100,5 | 258,5  |
| 7     | Österreich  | Andreas Goldberger  | 098,0 / 093,5 | 258,0  |
| 8     | Japan       | Jin’ya Nishikata    | 099,0 / 094,0 | 253,0  |
| 9     | Japan       | Takanobu Okabe      | 095,0 / 095,5 | 252,0  |
| 10    | Österreich  | Christian Moser     | 092,0 / 095,0 | 246,0  |
| 11    | Deutschland | Gerd Siegmund       | 094,5 / 092,0 | 243,0  |
| 12    | Österreich  | Stefan Horngacher   | 094,5 / 094,5 | 242,5  |
| 13    | Tschechien  | Jaroslav Sakala     | 086,5 / 094,5 | 235,0  |
| 14    | Frankreich  | Nicolas Dessum      | 095,5 / 088,0 | 233,0  |
| 14    | Slowenien   | Robert Meglič       | 093,0 / 088,5 | 233,0  |
| 16    | Finnland    | Ari-Pekka Nikkola   | 090,0 / 089,0 | 231,0  |
| 17    | Frankreich  | Didier Mollard      | 091,5 / 090,0 | 230,0  |
| 18    | Deutschland | Christof Duffner    | 088,5 / 092,5 | 229,5  |
| 19    | Tschechien  | Jiří Parma          | 090,5 / 088,5 | 226,5  |
| 19    | Slowenien   | Matjaž Kladnik      | 092,5 / 087,5 | 226,5  |
| 19    | Italien     | Roberto Cecon       | 092,0 / 087,0 | 226,5  |
| 22    | Frankreich  | Nicolas Jean-Prost  | 089,5 / 089,0 | 224,5  |
| 23    | Schweden    | Mikael Martinsson   | 087,0 / 090,0 | 222,5  |
| 24    | Kasachstan  | Andrei Werweikin    | 085,0 / 092,0 | 221,5  |
| 25    | Österreich  | Heinz Kuttin        | 094,0 / 079,5 | 213,0  |
| 25    | Schweiz     | Sylvain Freiholz    | 089,5 / 082,0 | 213,0  |
| 25    | Slowakei    | Martin Švagerko     | 081,5 / 090,0 | 213,0  |
| 28    | Slowenien   | Samo Gostiša        | 086,5 / 085,5 | 210,0  |
| 29    | Polen       | Wojciech Skupień    | 084,5 / 086,5 | 206,5  |
| 30    | Finnland    | Janne Väätäinen     | 089,5 / 080,5 | 206,0  |
| 31    | Italien     | Ivo Pertile         | 089,5 / 080,0 | 204,5  |
| 32    | Italien     | Ivan Lunardi        | 084,0 / 084,5 | 198,5  |
| 33    | USA         | Ted Langlois        | 087,5 / 078,0 | 197,0  |
| 34    | Schweden    | Staffan Tällberg    | 081,0 / 082,0 | 195,5  |
| 35    | USA         | Robert Holme        | 083,0 / 082,0 | 195,0  |
| 36    | Tschechien  | Zbyněk Krompolc     | 086,0 / 075,5 | 189,5  |
| 37    | Finnland    | Janne Ahonen        | 088,0 / 073,0 | 186,0  |
| 38    | Belarus     | Alexander Sinjawski | 081,0 / 076,5 | 179,0  |
| 39    | Norwegen    | Bjørn Myrbakken     | 087,0 / 084,5 | 177,5  |
| 40    | Schweiz     | Martin Trunz        | 088,5 / 068,5 | 175,0  |
| 41    | Slowenien   | Dejan Jekovec       | 074,0 / 082,0 | 174,0  |
| 41    | Russland    | Stanislaw Pochilko  | 081,0 / 074,0 | 174,0  |
| 43    | Schweden    | Fredrik Johansson   | 086,5 / 070,0 | 173,0  |
| 44    | USA         | Randy Weber         | 077,0 / 078,0 | 170,5  |
| 45    | Russland    | Alexei Solodjankin  | 075,0 / 078,5 | 168,0  |
| 46    | Kasachstan  | Alexander Kolmakow  | 078,5 / 073,5 | 165,5  |
| 47    | Frankreich  | Steve Delaup        | 074,5 / 079,0 | 162,5  |
| 48    | USA         | Jim Holland         | 077,5 / 071,0 | 158,0  |
| 49    | Kasachstan  | Qairat Bijekenow    | 079,0 / 069,0 | 157,5  |
| 50    | Georgien    | Kachaber Zakadse    | 075,5 / 071,0 | 156,5  |
| 51    | Slowakei    | Miro Slušný         | 080,5 / 066,5 | 152,0  |
| 52    | Norwegen    | Øyvind Berg         | 089,0 / 059,0 | 149,5  |
| 53    | Schweden    | Magnus Westman      | 078,5 / 067,5 | 148,0  |
| 54    | Russland    | Dmitri Tschelowenko | 068,0 / 072,5 | 136,5  |
| 55    | Japan       | Masahiko Harada     | 092,0 / 054,5 | 125,5  |
| 56    | Ukraine     | Wassyl Hrybowytsch  | 064,0 / 059,0 | 102,0  |
| DSQ   | Tschechien  | Ladislav Dluhoš     | 086,5 / DSQ   |        |
| DSQ   | Russland    | Michail Jessin      | 079,5 / DSQ   |        |

Datum: 25. Februar, 12:30 Uhr 
Lysgårdsbakken; K-Punkt: 90 m 
58 Teilnehmer aus 19 Ländern, davon 56 in der Wertung. Zwei Springer wurden im zweiten Durchgang disqualifiziert. Bredesen war der erste norwegische Olympiasieger im Skispringen seit Toralf Engan im Jahr 1964. Weißflog wurde vom Publikum ausgepfiffen, weil angenommen wurde, er hätte Harada im Mannschaftsspringen mit seiner verfrühten Gratulation irritieren wollen. Weißflog reagierte darauf mit dem Zeigen des sogenannten Stinkefingers.